# در سایه ترس
در سایه ترس (یونانی: Στη Σκιά του Φόβου) یک فیلم درام یونانی به کارگردانی «گیورگوس کاریپیدیس» است که در سال ۱۹۸۸ منتشر شد. این فیلم نمایندهٔ کشور یونان جهت رقابت برای جایزه اسکار بهترین فیلم بین‌المللی در شصت و یکمین دوره جوایز اسکار بود که البته به فهرست نهایی راه نیافت.